# Решетар
Решетар је насељено мјесто у Лици, у општини Плитвичка Језера, Личко-сењска жупанија, Република Хрватска.

## Географија
Решетар је удаљен око 22 км сјеверно од Коренице.

## Историја
Решетар се од распада Југославије до августа 1995. године налазио у Републици Српској Крајини. До територијалне реорганизације у Хрватској насеље се налазило у саставу бивше велике општине Кореница.

## Становништво
Према попису из 1991. године, насеље Решетар је имало 190 становника, међу којима је било 164 Срба, 25 Хрвата и 1 остали. Према попису становништва из 2001. године, Решетар је имао 33 становника. Према попису становништва из 2011. године, насеље Решетар је имало 43 становника.
| Националност       | 1991. | 1981. | 1971. | 1961. |
| Срби               | 164   | 169   | 257   |       |
| Хрвати             | 25    | 29    | 43    |       |
| Југословени        |       | 1     | 1     |       |
| остали и непознато | 1     | 1     |       |       |
| Укупно             | 190   | 200   | 301   | 312   |

| Демографија | Демографија | Демографија |
| Година      | Становника  | Становника  |
| ----------- | ----------- | ----------- |
| 1961.       | 312         |             |
| 1971.       | 301         |             |
| 1981.       | 200         |             |
| 1991.       | 190         |             |
| 2001.       | 33          |             |
| 2011.       |             | 43          |

## Знамените личности
- Никола Бубало, народни херој Југославије